# Ceramium
Genre
Ceramium est un genre d'algues rouges de la famille des Ceramiaceae, comprenant environ 200 espèces.

## Étymologie
Ceramium vient du grec « en forme de corne », illustrant la morphologie des apex fourchus ou « extrémités enroulées en crosse ».
Une autre hypothèse fait remonter l'étymologie au grec ceramion, céramique, terme impropre car s'appliquant à l'origine à la description des structures reproductives de Gracilaria qui ressemblent à des cruches en céramique.

## Description

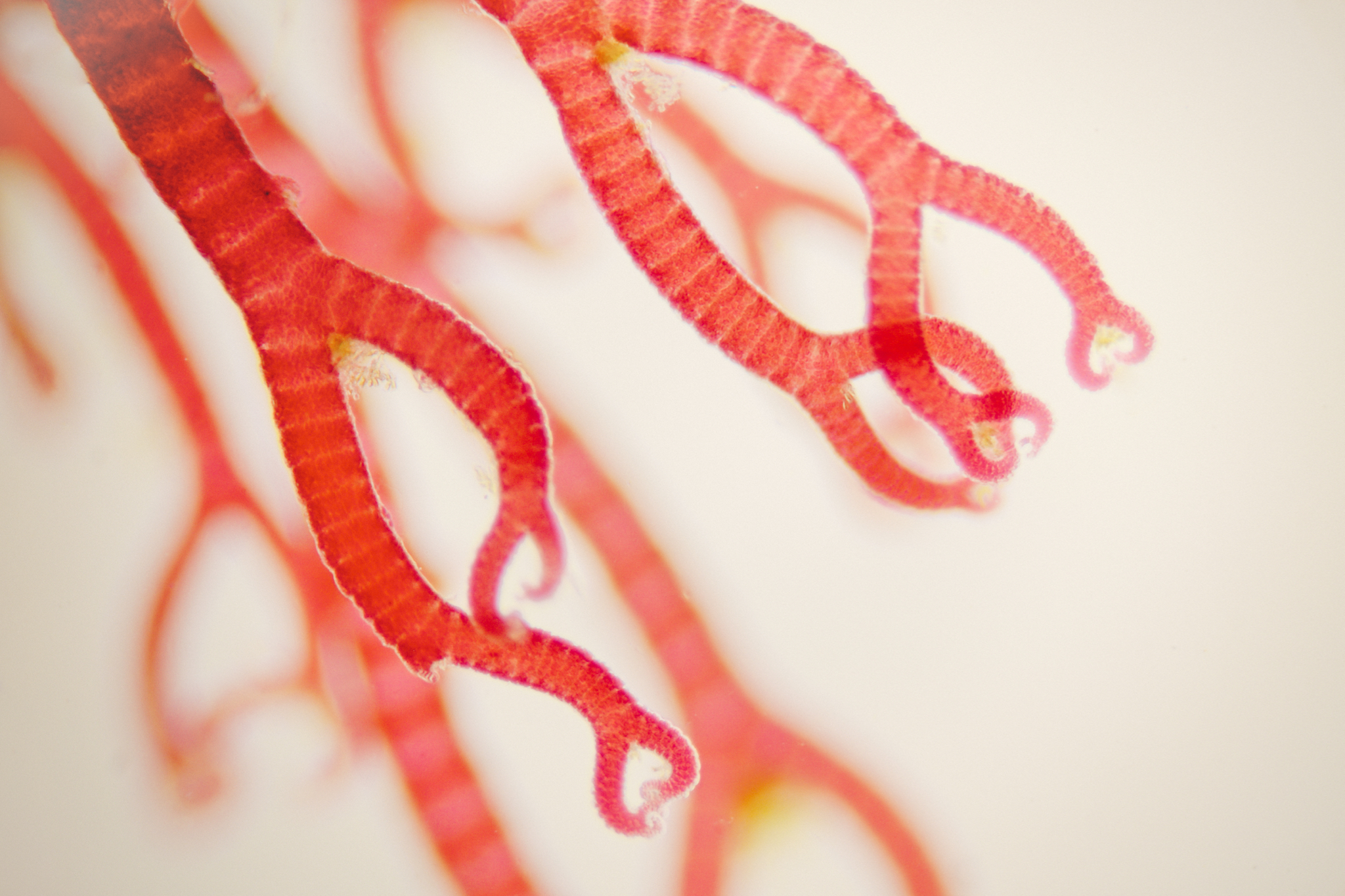
Vue rapprochée des fronde d'une espèce de Ceramium montrant les cellules de l'algue et le pigment rouge qu'elles contiennent

Toutes les espèces de Ceramium sont des algues au thalle filamenteux à la ramification dichotomique irrégulière, de couleur rouge clair à rouge bordeaux. Leur développement n'excède pas 30 cm de longueur. L'apex fourchu de leurs filaments montre deux pointes caractéristiques, en forme de cornes ou de pince.

## Habitat
Elles croissent sous forme de touffes depuis la zone intertidale moyenne jusqu'à la zone subtidale (jusqu'à 30 m de profondeur), typiquement dans les flaques littorales, sur les rochers ou en épiphyte sur les autres algues.

## Quelques données scientifiques
Des espèces de ce groupe ont été étudiées pour certains de leurs composés présentant des caractéristiques antibiotiques, pour leurs pigments photosynthétiques, du point de vue de leur capacité à bioaccumuler certains polluants (par exemple présents dans les sédiments portuaires de la côte ouest de la Suède, pour certains de leurs composés biochimiques (ex : Amino-acides proches des mycosporines, en tant qu'espèces potentiellement bioindicatrices de pollution marine ou à absorber certains polluants (composés aromatiques bromés par exemple). Cette algue rouge pourrait être utilisée comme biosorbant pour extraire des ions cuivre (Cu 2+) d'eau polluée (le cuivre, largement utilisé dans les antifooling est hautement toxique pour de nombreux micro-organismes aquatiques (marins notamment).
Certaines espèces semblent avoir ou pouvoir développer un caractère invasif là où elles ont été  introduites hors de leur aire naturelle de répartition

## Usages médicinaux
- Des composés de Ceramium boydenii présentent des propriétés anti-inflammatoires[11]
- Ceramium kondoi a été utilisée ou l'est encore en médecine traditionnelle (en Corée notamment), mais doit l'être avec prudence en raison de risques de pancréatite ou lésion hépatique iatrogène (médicamenteuse). Par exemple en 2013 Kim et ses collaborateurs ont signalé ce désordre chez une patiente coréenne de 58 ans traitée pour un cancer gastrique (après une gastrectomie totale avec chimiothérapie adjuvante réalisée sans complications) ; des douleurs abdominales sévères sont apparues chez cette patience après quatre semaines de prescription de Ceramium kondoi ; le pancréas avait gonflé et était infiltré de graisse. L'arrêt de prise de Ceramium kondoi a été suivi d'une amélioration clinique et biochimique[12].

## Liste d'espèces
Selon AlgaeBase (26 juillet 2013) :
- Ceramium abyssale Petersen
- Ceramium acrocarpum Kützing (Sans vérification)
- Ceramium acrocarpum Zanardini (Sans vérification)
- Ceramium adauctum Schousboe (Sans vérification)
- Ceramium adhaerens Womersley
- Ceramium aduncum Nakamura
- Ceramium affine Setchell & N.L.Gardner
- Ceramium albidum De Candolle
- Ceramium allochrous (Roth) Mertens (Sans vérification)
- Ceramium alternum Schousboe (Sans vérification)
- Ceramium amamiense Itono
- Ceramium annulatum Schousboe (Sans vérification)
- Ceramium apiculatum J.Agardh
- Ceramium appendiculatum Schousboe (Sans vérification)
- Ceramium arborescens J.Agardh
- Ceramium arbuscula (Dillwyn) Bokry (Sans vérification)
- Ceramium arbuscula C.Agardh (Sans vérification)
- Ceramium arcticum J.Agardh
- Ceramium arenarium Simons
- Ceramium areschougii Kylin
- Ceramium armatum (Kützing) Grunow (Sans vérification)
- Ceramium asparagoides (Woodw.) Roth (Sans vérification)
- Ceramium aspergillosum J.V.Lamouroux (Sans vérification)
- Ceramium asperum Roth (Sans vérification)
- Ceramium atlanticum H.E.Petersen
- Ceramium atrorubens Liljeblad (Sans vérification)
- Ceramium atrorubescens Kylin
- Ceramium atrum Schousboe (Sans vérification)
- Ceramium attenuatum Meneghini (Sans vérification)
- Ceramium attenuatum Ruchinger (Sans vérification)
- Ceramium aucklandicum Kützing
- Ceramium aureum (Linnaeus) Agardh (Sans vérification)
- Ceramium australe Sonder
- Ceramium avalonae E.Y.Dawson
- Ceramium axillare A.P.de Candolle
- Ceramium barbatum (J.E.Smith) Duby
- Ceramium bertholdii Funk
- Ceramium biasolettianum (Kützing) Rabenhorst (Sans vérification)
- Ceramium bicorne Setchell & Gardner
- Ceramium bisporum D.L.Ballantine
- Ceramium boergesenii H.E.Petersen
- Ceramium borneense Weber-van Bosse
- Ceramium borreri (J.E.Smith) C.Agardh (Sans vérification)
- Ceramium botryocarpum A.W.Griffiths ex Harvey
- Ceramium boucheri (Bonnemaison) Duby (Sans vérification)
- Ceramium boydenii E.S.Gepp
- Ceramium brasiliense A.B.Joly
- Ceramium breviarticulatum Shperk (Sans vérification)
- Ceramium brevizonatum H.E.Petersen
- Ceramium bulbosum Stackhouse
- Ceramium caespitosum Roth
- Ceramium californicum J.Agardh
- Ceramium callipterum Mazoyer
- Ceramium callithamnium Rafinesque (Sans vérification)
- Ceramium calyculatum Schousboe (Sans vérification)
- Ceramium camouii E.Y.Dawson
- Ceramium cancellatum (Linnaeus) De Candolle
- Ceramium capense Kützing
- Ceramium capillaceum Meneghini (Sans vérification)
- Ceramium capitellatum De Notaris (Sans vérification)
- Ceramium capricornu (Reinsch) Farlow (Sans vérification)
- Ceramium casuarinae De Candolle (Sans vérification)
- Ceramium catenatum (Linnaeus) De Candolle
- Ceramium catenula (Kützing) Ardissone (Sans vérification)
- Ceramium caudatum Setchell & N.L.Gardner
- Ceramium centroceratiforme Simons
- Ceramium ceratophyllum (Roth) Poiret (Sans vérification)
- Ceramium chalybeum (Roth) C.Agardh (Sans vérification)
- Ceramium chatamense G.Feldmann (Sans vérification)
- Ceramium chathamense G.Feldmann
- Ceramium ciliatum (J.Ellis) Ducluzeau
- Ceramium cimbricum H.E.Petersen
- Ceramium cingulatum Weber-van Bosse
- Ceramium cingulum Meneses
- Ceramium circinatum (Kützing) J.Agardh
- Ceramium cirrhosum (Wulf.) C.Agardh (Sans vérification)
- Ceramium clarionense Setchell & N.L.Gardner
- Ceramium clavaeforme Poiret
- Ceramium clavellosum (Turner) Roth (Sans vérification)
- Ceramium clavigerum Bonnemaison (Sans vérification)
- Ceramium clavigerum Bonnemaison ex Chauvin (Sans vérification)
- Ceramium cliftonianum J.Agardh
- Ceramium coccineum (Ellis) De Candolle (Sans vérification)
- Ceramium coccineum (Hudson) Bory (Sans vérification)
- Ceramium coccineum Draparnaud (Sans vérification)
- Ceramium coccineum Roth ex Link
- Ceramium coccineum Zanardini (Sans vérification)
- Ceramium codicola J.Agardh
- Ceramium codii (H.Richards) Mazoyer
- Ceramium comptum Børgesen
- Ceramium confluens (Kützing) Ardissone (Sans vérification)
- Ceramium congestum Bonnemaison
- Ceramium connivens Zanardini (Sans vérification)
- Ceramium corallinum (J.Murray) Bory (Sans vérification)
- Ceramium corallinum Delle Chiaje
- Ceramium cormacii Serio, Catra, Collodoro & Nisi
- Ceramium corniculatum Montagne
- Ceramium cornutum P.Dangeard
- Ceramium corymbosum (E.B.) C.Agardh (Sans vérification)
- Ceramium corymbosum J.Agardh (Sans vérification)
- Ceramium cristatum Meneghini (Sans vérification)
- Ceramium crouanianum J.Agardh
- Ceramium cruciatum F.S.Collins & Hervey
- Ceramium cupulatum Womersley
- Ceramium dalmaticum Meneghini
- Ceramium danicum Petersen
- Ceramium dasytrichum Montagne (Sans vérification)
- Ceramium daviesii (Dillwyn) Bonnemaison (Sans vérification)
- Ceramium daviesii (Dillwyn) C.Agardh (Sans vérification)
- Ceramium dawsonii A.B.Joly
- Ceramium derbesii Solier ex Kützing
- Ceramium deslongchampsii Chauvin ex Duby
- Ceramium diaphanoides Kützing (Sans vérification)
- Ceramium diaphanum (Lightfoot) Roth
- Ceramium dichotomum (Linnaeus) Roth (Sans vérification)
- Ceramium didymum Bonnemaison (Sans vérification)
- Ceramium diffusum (Hudson) Stackhouse (Sans vérification)
- Ceramium digeneae DeNotaris (Sans vérification)
- Ceramium digitatum (Hudson) Stackh. (Sans vérification)
- Ceramium dillwynii (Weber & Mohr) Roth (Sans vérification)
- Ceramium discorticatum Heydrich
- Ceramium divergens J.Agardh
- Ceramium dorsiventrale Hommersand
- Ceramium dozei Hariot
- Ceramium ducluzeaui Bonnemaison (Sans vérification)
- Ceramium dumosertum R.E.Norris & Abbott
- Ceramium dumosum Mertens (Sans vérification)
- Ceramium duriusculum (Kützing) Rabenhorst (Sans vérification)
- Ceramium echinophorum Meneghini (Sans vérification)
- Ceramium echionotum J.Agardh
- Ceramium edule Stackhouse (Sans vérification)
- Ceramium elongatum (Hudson) Roth
- Ceramium equisetifolium (Lightf.) De Candolle (Sans vérification)
- Ceramium equisetoides E.Y.Dawson
- Ceramium erumpens Meneghini (Sans vérification)
- Ceramium evermannii Setchell & N.L.Gardner
- Ceramium excellens J.Agardh
- Ceramium fastigiatum Roussel
- Ceramium felicii Gaillon (Sans vérification)
- Ceramium fibrillosum (Dillwyn) Mertens (Sans vérification)
- Ceramium fibrosum Roth (Sans vérification)
- Ceramium filiculum Harvey ex Womersley
- Ceramium flagellare (Esper) Ruchinger (Sans vérification)
- Ceramium flagelliferum Kützing (Sans vérification)
- Ceramium flavicans Schousboe (Sans vérification)
- Ceramium flavum Schousboe (Sans vérification)
- Ceramium floccosum (Fl.Dan.) Roth (Sans vérification)
- Ceramium floribundum Kützing (Sans vérification)
- Ceramium floridanum J.Agardh
- Ceramium forcipatum A.P.de Candolle
- Ceramium fosliei (Petersen) Petersen
- Ceramium fragile Ardissone (Sans vérification)
- Ceramium friabile Schousboe (Sans vérification)
- Ceramium fructiculosum (Wulfen) Stackhouse (Sans vérification)
- Ceramium fruiticulosum Roth
- Ceramium fucoides (Hudson) De Candolle (Sans vérification)
- Ceramium fujiianum M.B.Barros-Barreto & C.A.Maggs
- Ceramium furcatum (Petersen) Petersen
- Ceramium furcellatum (Linnaeus) Wiggers (Sans vérification)
- Ceramium furcellatum Kützing (Sans vérification)
- Ceramium fuscum (Hudson) Roth (Sans vérification)
- Ceramium gaditanum (Clemente) Cremades
- Ceramium gardneri Kylin
- Ceramium gelatinosum Schousboe (Sans vérification)
- Ceramium giacconei Cormaci & G.Furnari
- Ceramium gibbosum Meneghini (Sans vérification)
- Ceramium giganteum Meneghini (Sans vérification)
- Ceramium gigartinum (Linnaeus) Roth (Sans vérification)
- Ceramium glanduliferum Kylin
- Ceramium glomeratum De Candolle (Sans vérification)
- Ceramium gracile De Candolle
- Ceramium gracilliferum Griffiths & Harvey (Sans vérification)
- Ceramium gracillimum C.Agardh (Sans vérification)
- Ceramium graecum Lazaridou & Boudouresque
- Ceramium granulosum (E.B.) C.Agardh (Sans vérification)
- Ceramium grateloupii Bonnemaison (Sans vérification)
- Ceramium grateloupii Duby (Sans vérification)
- Ceramium griffitsianum (E.B.) J.Agardh (Sans vérification)
- Ceramium guttatum Bonnemaison
- Ceramium gymnogonium Meneghini
- Ceramium hamatispinum E.Y.Dawson
- Ceramium hellenicum Giaccone
- Ceramium helminthochortos (Schwendimann) Roth (Sans vérification)
- Ceramium heterospinum B.Subramanian
- Ceramium hirsutum Roth (Sans vérification)
- Ceramium hispidum Schousboe (Sans vérification)
- Ceramium hoodii W.R.Taylor
- Ceramium hookeri (Dillwyn) C.Agardh (Sans vérification)
- Ceramium horridulum P.C.Silva
- Ceramium horridum Meneghini
- Ceramium hospitans Zanardini
- Ceramium howellii Setchell & N.L.Gardner
- Ceramium hyalinum Rabenhorst (Sans vérification)
- Ceramium hystrix (Kützing) Frauenfeld (Sans vérification)
- Ceramium implexum Schousboe (Sans vérification)
- Ceramium inconspicuum Zanardini (Sans vérification)
- Ceramium incospicuum Zanardini
- Ceramium inflexum Roth (Sans vérification)
- Ceramium inkyui T.O.Cho, S.Fredericq & S.M.Boo
- Ceramium interruptum Setchell & Gardner
- Ceramium involutum Kützing
- Ceramium irregulare Kützing
- Ceramium isogonum Harvey
- Ceramium japonicum Okamura
- Ceramium johnstonii Setchell & Gardner
- Ceramium jolyi (Díaz-Piferrer) D.L.Ballantine & M.J.Wynne
- Ceramium julaceum (Kützing) Rabenhorst
- Ceramium juliae A.J.K.Millar
- Ceramium kellneri Meneghini (Sans vérification)
- Ceramium kondoi Yendo
- Ceramium koreanum Boo & I.K.Lee
- Ceramium koronense Trono
- Ceramium krameri G.R.South & Skelton
- Ceramium laetum Meneghini ex Ardissone (Statut incertain)
- Ceramium laingii Reinbold ex Laing
- Ceramium lamourouxii Bonnemaison (Sans vérification)
- Ceramium lamourouxii Duby (Sans vérification)
- Ceramium laterale Schousboe (Sans vérification)
- Ceramium ledermannii Pilger
- Ceramium lenormandii Montague (Sans vérification)
- Ceramium lenticulare Womersley
- Ceramium lentiforme A.J.K.Millar
- Ceramium leptacanthum (Kützing) Zanardini (Sans vérification)
- Ceramium leptocladum Schiffner
- Ceramium leptophloeum Kützing (Sans vérification)
- Ceramium leptosiphon Pilger
- Ceramium leptozonum M.A.Howe
- Ceramium lessonii Kützing (Sans vérification)
- Ceramium leutzelburgii Schmidt
- Ceramium linum (Roth) De Candolle (Sans vérification)
- Ceramium lobatum (Kützing) Shperk (Sans vérification)
- Ceramium longissimum (S.G.Gmelin) Roth (Sans vérification)
- Ceramium loureiri C.Agardh
- Ceramium loureiroi C.Agardh (Sans vérification)
- Ceramium lucidum Grateloup (Sans vérification)
- Ceramium luetzelburgii O.C.Schmidt
- Ceramium lumbricale (Roth) Lamouroux (Sans vérification)
- Ceramium macilentum J.Agardh
- Ceramium macrocarpum Kützing (Sans vérification)
- Ceramium macrogonium (Kützing) Ardissone (Sans vérification)
- Ceramium macrotrichum Feldmann-Mazoyer
- Ceramium manorense P.Anand
- Ceramium marshallense E.Y.Dawson
- Ceramium maryae Weber-van Bosse
- Ceramium mauritianum Feldmann-Mazoyer
- Ceramium mertensii (Turner) De Candolle (Sans vérification)
- Ceramium mertensii (Turner) Roth (Sans vérification)
- Ceramium metcalfii C.K.Tseng
- Ceramium microcarpon Schousboe (Sans vérification)
- Ceramium molle Roth (Sans vérification)
- Ceramium monacanthum J.Agardh
- Ceramium multicapsulare (Dillwyn) C.Agardh (Sans vérification)
- Ceramium multijugum Jaasund
- Ceramium myriophyllum Poiret
- Ceramium nakamurae E.Y.Dawson
- Ceramium nanum Kuehne
- Ceramium nayalii Nasr
- Ceramium nitens (C.Agardh) J.Agardh
- Ceramium nodulosum De Candolle (Sans vérification)
- Ceramium nodulosum Ducluzeau
- Ceramium nudiusculum (Kützing) Rabenhorst
- Ceramium obesum E.Y.Dawson
- Ceramium obsoletum C.Agardh
- Ceramium opacum Rafinesque (Sans vérification)
- Ceramium oppositum Schousboe (Sans vérification)
- Ceramium opuntia Schousboe (Sans vérification)
- Ceramium ornatum Setchell & Gardner
- Ceramium orsinianum Meneghini (Sans vérification)
- Ceramium orthocladum Schiffner
- Ceramium pacificum (Collins) Kylin
- Ceramium pallens Zanardini (Sans vérification)
- Ceramium pallidum (Nägeli ex Kützing) Maggs & Hommersand
- Ceramium paniculatum Okamura
- Ceramium papenfussianum Simons
- Ceramium parvulum (Zanardini ex Frauenfeld) Grunow
- Ceramium pedicellatum (Duby) J.Agardh (Sans vérification)
- Ceramium pedicellatum C.Agardh
- Ceramium pediculum Suhr (Sans vérification)
- Ceramium penicillatum Areschoug
- Ceramium pennatum P.L.Crouan & H.M.Crouan
- Ceramium periconicum T.O.Cho & Riosmena-Rodríguez
- Ceramium personatum Setchell & N.L.Gardner
- Ceramium petitii Feldmann-Mazoyer
- Ceramium pictaviense Deltre (Sans vérification)
- Ceramium piliferum Schousboe (Sans vérification)
- Ceramium pilosum (Roth) Naccari (Sans vérification)
- Ceramium pinastroides (Gmelin) Stackhouse (Sans vérification)
- Ceramium pinnulatum C .Agardh (Sans vérification)
- Ceramium planum Kützing
- Ceramium pleurosporum Schiffner
- Ceramium plicatum (Hudson) Roth (Sans vérification)
- Ceramium plicatum Meneghini (Sans vérification)
- Ceramium plocamium (Gmelin) Roth (Sans vérification)
- Ceramium pluma (Dillwyn) C.Agardh (Sans vérification)
- Ceramium pluvinatum Mertens (Sans vérification)
- Ceramium poeppigianum Grunow
- Ceramium polyceras (Kützing) Zanardini
- Ceramium polygonum (Kützing) Shperk (Sans vérification)
- Ceramium polyspermum P.L.Crouan & H.M.Crouan (Sans vérification)
- Ceramium polyspermum Shperk (Sans vérification)
- Ceramium procumbens Setchell & N.L.Gardner
- Ceramium proliferum (Lyngbye) H.E.Petersen (Sans vérification)
- Ceramium proliferum Yates (Sans vérification)
- Ceramium prorepens Grunow (Sans vérification)
- Ceramium prostratum E.Y.Dawson
- Ceramium pseudostrictum Schiffner
- Ceramium pteroma Schousboe (Sans vérification)
- Ceramium puberulum Sonder
- Ceramium pulvereum (Dillwyn) C.Agardh (Sans vérification)
- Ceramium punctiforme Setchell
- Ceramium purpurascens Wallroth (Sans vérification)
- Ceramium purpureum Delle Chiaje
- Ceramium purum Roth (Sans vérification)
- Ceramium pusillum Harvey
- Ceramium pyramidatum Schousboe (Sans vérification)
- Ceramium pyridioides G.Feldmann (Sans vérification)
- Ceramium racemosum Schousboe (Sans vérification)
- Ceramium recticorticum E.Y.Dawson
- Ceramium reptans T.O.Cho & Fredericq
- Ceramium rhizophorum (Montagne) De Toni (Sans vérification)
- Ceramium rigidum Ardissone (Sans vérification)
- Ceramium rintelsianum G.R.South & Skelton
- Ceramium riosmenae B.Y.Won & T.O.Cho
- Ceramium rosenvingei Petersen
- Ceramium rosenvingii H.E.Petersen (Sans vérification)
- Ceramium rugosum J.V.Lamouroux (Sans vérification)
- Ceramium sandrianum Meneghini (Sans vérification)
- Ceramium saviniae Feldmann-Mazoyer
- Ceramium scandinavicum Petersen
- Ceramium scoparium (Linnaeus) Roth (Sans vérification)
- Ceramium scorpioides (Hudson) Roth (Sans vérification)
- Ceramium secundatum Lyngbye
- Ceramium septentrionale Petersen
- Ceramium serpens Setchell & N.L.Gardner
- Ceramium setaceum (Hudson) Duby (Sans vérification)
- Ceramium setaceum (Hudson) Wallroth (Sans vérification)
- Ceramium setaceum (Wulfen) Ruchinger (Sans vérification)
- Ceramium setchellii Lucas
- Ceramium setosum Schousboe (Sans vérification)
- Ceramium shepherdii Womersley
- Ceramium shuttleworthianum (Kützing) Rabenhorst
- Ceramium siliquosum (Kützing) Maggs & Hommersand
- Ceramium simplex C.Agardh (Sans vérification)
- Ceramium sinicola Setchell & Gardner
- Ceramium skottsbergii H.Petersen
- Ceramium spicatum Schousboe (Sans vérification)
- Ceramium spiniferum Kützing (Sans vérification)
- Ceramium spinosopilosum Kützing
- Ceramium spinosum (Linnaeus) Ruchinger (Sans vérification)
- Ceramium spinulosum (Kützing) Rabenhorst (Sans vérification)
- Ceramium spinulosum Biasoletto (Sans vérification)
- Ceramium spyridioides G.Feldmann
- Ceramium squamosum Rafinesque (Sans vérification)
- Ceramium squarrosum (Harvey) J.Agardh (Sans vérification)
- Ceramium stichidiosum J.Agardh
- Ceramium strobiliforme G.W.Lawson & D.M.John
- Ceramium subcartilagineum J.Agardh (Sans vérification)
- Ceramium subfuscum (Woodw.) Stackhouse (Sans vérification)
- Ceramium subsimplex Schousboe (Sans vérification)
- Ceramium subtile J.Agardh
- Ceramium subverticillatum (Grunow) Weber-van Bosse
- Ceramium subvirgatum Zanardini
- Ceramium suhrianum P.C.Silva
- Ceramium syntrophum (Kützing) Ardissone (Sans vérification)
- Ceramium tasmanicum (Kützing) Womersley
- Ceramium templetonii Setchell & N.L.Gardner
- Ceramium tenellum (Vahl) C.Agardh (Sans vérification)
- Ceramium tenerrimum (G.Martens) Okamura
- Ceramium tenue (J.Agardh) J.Agardh
- Ceramium tenuicorne (Kützing) Waern
- Ceramium tenuicorticatum Konno
- Ceramium tenuissimum J.Agardh (Sans vérification)
- Ceramium thymifolium Schousboe (Sans vérification)
- Ceramium tortuosum Ducluzeau (Sans vérification)
- Ceramium torulosum Roth (Sans vérification)
- Ceramium tranquebariense Roth (Sans vérification)
- Ceramium tranquillum Meneses
- Ceramium transcurrens (Kützing) Ardissone (Sans vérification)
- Ceramium transfugum (Kützing) Ardissone (Sans vérification)
- Ceramium trichocladis C.Agardh (Sans vérification)
- Ceramium truncatum H.Petersen
- Ceramium tubulosum Roth (Sans vérification)
- Ceramium tumidulum Meneghini (Sans vérification)
- Ceramium uncinatum Harvey
- Ceramium ungulatum (Kützing) Hariot
- Ceramium uniforme (Esper) Ruchinger (Sans vérification)
- Ceramium uniforme Meneghini (Sans vérification)
- Ceramium unilaterale Schousboe (Sans vérification)
- Ceramium upolense G.R.South & Skelton
- Ceramium urceolatum (Dillwyn) Jürgens (Sans vérification)
- Ceramium uruguayense W.R.Taylor
- Ceramium vagans P.C.Silva
- Ceramium variegatum (Kützing) Okamura
- Ceramium vatovai Schiffner
- Ceramium venetum Zanardini (Sans vérification)
- Ceramium verrucosum Roth
- Ceramium vertebrale H.E.Petersen (Sans vérification)
- Ceramium verticillatum (Light.) Ducluzeau (Sans vérification)
- Ceramium verticillatum (Lightf.) De Candolle (Sans vérification)
- Ceramium verticillatum Delle Chiaje (Sans vérification)
- Ceramium vestitum Harvey
- Ceramium vietnamense Pham-Hoàng Hô
- Ceramium villosum (Hudson) Poiret (Sans vérification)
- Ceramium virgatum J.D.Hooker & Harvey (espèce type)
- Ceramium virgatum Roth (espèce type)
- Ceramium viride Filarszky (Sans vérification)
- Ceramium viscainoense E.Y.Dawson
- Ceramium wilsonii Womersley
- Ceramium womersleyi R.E.Norris & I.A.Abbott
- Ceramium wulfenii Roth (Sans vérification)
- Ceramium zacae Setchell & N.L.Gardner

Selon ITIS (26 juillet 2013) :
- Ceramium affine
- Ceramium areschougii Kylin
- Ceramium boydeni
- Ceramium brevizonatum
- Ceramium californicum
- Ceramium camouii
- Ceramium caudatum
- Ceramium ciliatum
- Ceramium circinatum Kutzing
- Ceramium clarionense
- Ceramium codicola
- Ceramium comptum
- Ceramium crassum
- Ceramium deslongchampsii
- Ceramium diaphanum Lightfoot
- Ceramium eatonianum
- Ceramium echionotum
- Ceramium equisetoides
- Ceramium evermannii
- Ceramium fastigiatum Harvey
- Ceramium fimbriatum
- Ceramium flabelligerum
- Ceramium flaccidum
- Ceramium fruticulosum
- Ceramium gardneri
- Ceramium gracillimum
- Ceramium hamatispinum
- Ceramium hirundinella (Mueller) Dujardin
- Ceramium horridum
- Ceramium howelli
- Ceramium hypnaeoides
- Ceramium japonicum
- Ceramium kororensis
- Ceramium mazatlanense
- Ceramium mucronatum
- Ceramium nakamurai
- Ceramium obesum
- Ceramium ornatum
- Ceramium pacificum
- Ceramium pedicellatum
- Ceramium personatum
- Ceramium procumbens
- Ceramium recticorticum
- Ceramium rubriforme Kylin
- Ceramium rubrum Hudson
- Ceramium secundatum
- Ceramium serpens
- Ceramium shuttleworthianum
- Ceramium sinicola
- Ceramium strictum Kutzing
- Ceramium sympodiale
- Ceramium taylorii
- Ceramium templetoni
- Ceramium tenerrimum
- Ceramium tenuissimum
- Ceramium vagabunde
- Ceramium virgatum Roth, 1797
- Ceramium washingtoniense
- Ceramium zacae

Selon NCBI (26 juillet 2013) :
- Ceramium affine
- Ceramium botryocarpum
- Ceramium boydenii
- Ceramium brasiliense
- Ceramium brevizonatum
- Ceramium californicum
- Ceramium ciliatum
- Ceramium cimbricum
- Ceramium circinatum
- Ceramium clarionense
- Ceramium codicola
- Ceramium codii
- Ceramium dawsonii
- Ceramium derbesii
- Ceramium deslongchampsii
- Ceramium diaphanum
- Ceramium dumosertum
- Ceramium echionotum
- Ceramium elegans
- Ceramium filicula
- Ceramium fujianum
- Ceramium gaditanum
- Ceramium gardneri
- Ceramium hanaense
- Ceramium horridum
- Ceramium hyalacanthum
- Ceramium inkyuii
- Ceramium interruptum
- Ceramium japonicum
- Ceramium kondoi
- Ceramium macilentum
- Ceramium nitens
- Ceramium nudiusculum
- Ceramium obsoletum
- Ceramium pacificum
- Ceramium pallidum
- Ceramium paniculatum
- Ceramium polyceras
- Ceramium pusillum
- Ceramium riosmenae
- Ceramium rubrum
- Ceramium secundatum
- Ceramium shuttleworthianum
- Ceramium siliquosum
- Ceramium sinicola
- Ceramium strictum
- Ceramium tenerrimum
- Ceramium tenuicorne
- Ceramium tenuissimum
- Ceramium virgatum
- Ceramium washingtoniense
- Ceramium womersleyi